# Iglesia de San Pablo (Abu Dabi)
La Iglesia de San Pablo es el nombre que recibe un edificio religioso afiliado a la Iglesia católica que se encuentra ubicado en el sector de Mussafah en Abu Dabi, parte del país asiático de los Emiratos Árabes Unidos. Su importancia radica en que es el segundo templo católico que se construye en el emirato desde 1965 cuando se construyó la Catedral de San José.
Su historia se remonta a noviembre de 2011 cuando la municipalidad otorgó un terreno en el área industrial de Mussafah, después de un trabajo de 18 meses de consultas. Ese mismo año se colocó la primera piedra del templo.
Fue inaugurada y bendencida con la presencia de autoridades locales como el Shaikh Nahyan bin Mubarak Al Nahyan y religiosas (Cardenal Pietro Parolin) en junio de 2015.